# Geminidi
Geminidi  so meteorji, ki pripadajo enemu izmed vsakoletnih meteorskih rojev.

Radiant Geminidov leži v ozvezdju Dvojčkov (Gem) (Gemini). Geminidi  se pojavljajo od 7. decembra do 17. decembra, svoj vrhunec pa dosežejo 14. decembra.
Starševsko telo je nenavadni asteroid 3200 Faeton, ki je nekdaj verjetno bil meteor (obhodna doba okoli 523 dni). 

## Zgodovina
Geminide so odkrili že leta 1862. Leta 1877 so ocenili ZHR na 14. V začetku 20. stoletja na preko 20, 30 let pozneje pa že okoli 50, pozneje pa celo 80. Trenutne vrednosti so nad 100. Geminidi so po številu utrinkov najbolj naraščajoči meteorski roj. 

## Opazovanje
Radiant leži v ozvezdju Dvojčkov (Gemini), v bližini zvezd Kastor in Poluks. Opazovanja kažejo, da je roj vsako leto močnejši. Zadnja leta lahko pod dobrimi pogoji opazimo že od 120 do 160 meteorjev na uro. Meteorske sledi imajo rumeno ali modro barvo.